# Pagliaccetto

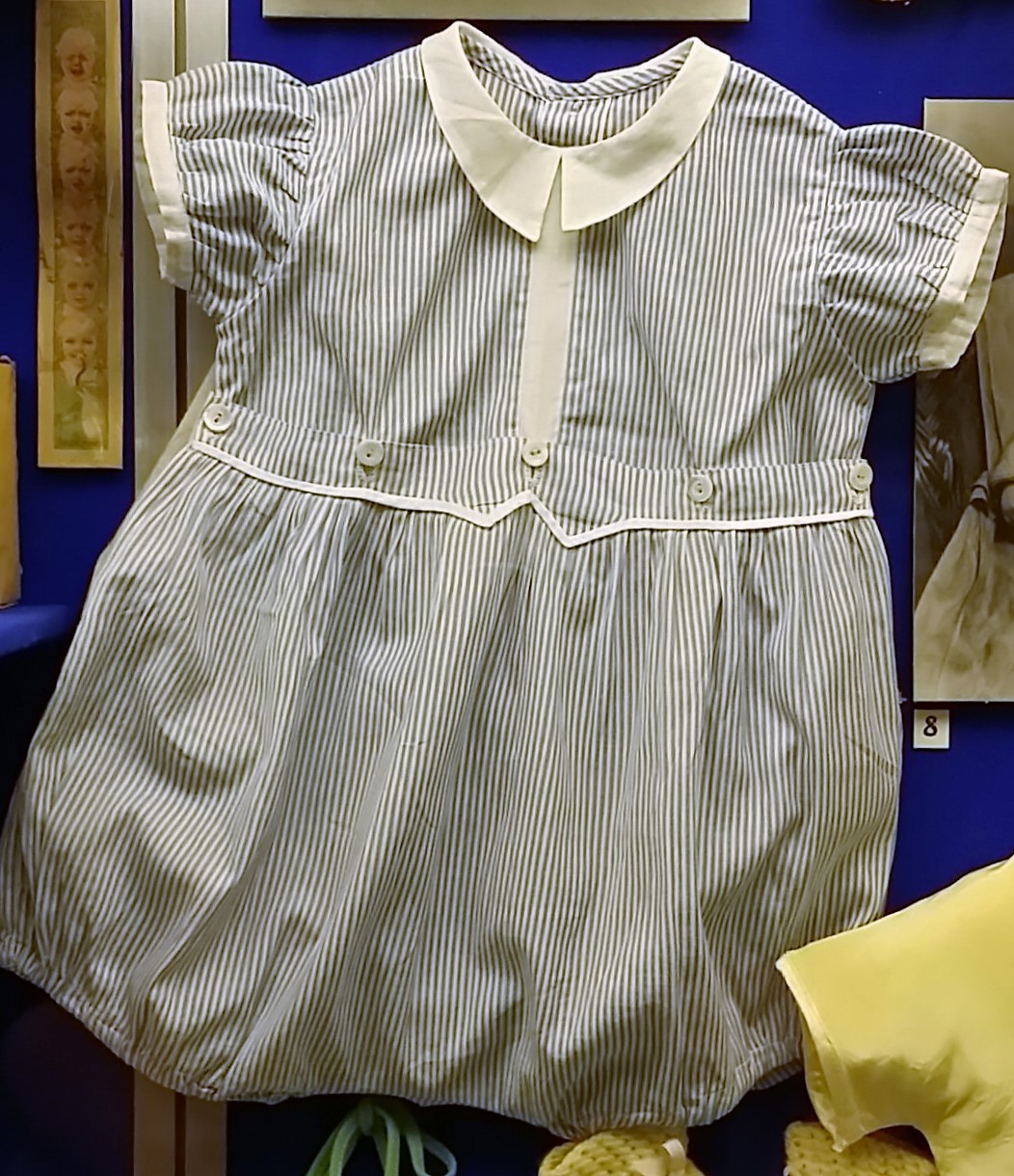
Pagliaccetto da bambino vintage

Il pagliaccetto è un abito da neonato composto da pantaloncini a sbuffo, stretti da un elastico o un listino, e un corpetto con o senza maniche.
In un'accezione diversa, il termine indica un indumento intimo femminile morbido, composto da un corpetto con spalline sottili e a calzoncini o a gambatura.

## Storia
I pagliaccetti vennero inventati in Francia nel primo Novecento. Originariamente destinati ai bambini maschi, venivano portati soprattutto in estate. Con il passare degli anni, i pagliaccetti subirono delle modifiche diventando anche parte dell'abbigliamento delle bambine.